# Országos Területfejlesztési és Területrendezési Információs Rendszer
Az Országos Területfejlesztési és Területrendezési Információs Rendszer (TEIR), egy olyan, több mint két évtizede működő web alapú információs rendszer, melyet a területfejlesztésről és területrendezésről szóló 1996. évi XXI. törvény alapján hoztak létre Magyarországon. Tartalmát és működését a 31/2007 (II. 28.) Kormányrendelet szabályozza.

## Jogszabályi háttér
A TEIR működtetésének jogszabályi keretét a területfejlesztésről és területrendezésről szóló 1996. évi XXI. törvény valamint a területfejlesztéssel és területrendezéssel kapcsolatos információs rendszerről és a kötelező adatközlés rendjéről szóló 31/2007. (II. 28.) Kormányrendelet adja. A TEIR fenti kormányrendeletben kijelölt üzemeltetője és fejlesztője a rendszer indulásától kezdve a VÁTI Nonprofit Kft. volt, jelenleg a Lechner Tudásközpont Nonprofit Korlátolt Felelősségű Társaság látja el a TEIR-rel kapcsolatos feladatokat, a TEIR üzemeltetési szabályzatában foglaltaknak megfelelően. Az üzemeltetést éves szerződések keretében a területfejlesztés stratégiai tervezéséért felelős Pénzügyminisztérium finanszírozza, a szakmai irányítást a Területfejlesztési Tervezési Főosztály látja el.

## A TEIR célja
A TEIR törvényben meghatározott célja, hogy a központi, területi és helyi államigazgatási szervek, más jogi személyek, jogi személyiség nélküli gazdasági társaságok, valamint természetes személyek számára
- lehetőséget biztosítson az ország népességének, gazdaságának, épített, táji és természeti környezete állapotának, területi jellemzőinek megismerésére,változásainak figyelemmel kísérésére, európai uniós összehasonlítására,
- információt szolgáltasson az adatok és ezek feldolgozása során nyert mutatók, elemzések megjelenítésével, a területfejlesztési koncepciók és programok, területrendezési tervek, településfejlesztési koncepciók, integrált településfejlesztési stratégiák és településrendezési eszközök szöveges és térképi dokumentumok bemutatásával.

A TEIR a térségek, települések helyzetére jellemző információkkal segítséget nyújt a kormányzati, regionális, térségi, megyei, járási, települési fejlesztési és rendezési, egyéb térségi, valamint ágazati tervezési, fejlesztési tevékenységet végző és azt ellenőrző szervezetek számára:
- a területfejlesztési és területrendezési döntések előkészítéséhez és meghozatalához,
- a társadalom, a gazdaság és a környezet területi jellemzői változásának folyamatos figyelemmel kísérésével a döntések hatásainak elemzéséhez,
- a területfejlesztési koncepciók és programok, a településfejlesztési koncepciók, az integrált településfejlesztési stratégiák, valamint a területrendezési tervek és a településrendezési eszközök készítéséhez.

A TEIR információkat biztosít a települési és területi önkormányzatok, valamint a térségi fejlesztési tanácsok számára a tervezés, a programmenedzselés, a pályázatértékelés és a monitoring tevékenység ellátásához.

## Hozzáférés módja, felhasználók
A TEIR mindenki számára biztosítja az információk képi megjelenítését nyomtatásra alkalmas formában a Rendelet 3. § (5) bekezdésében felsorolt formátumokban, azaz:
- dokumentum,
- riport,
- diagram,
- kartogram
- korlátozott felbontású raszteres térkép.

Továbbá mindenki számára térítésmentesen elérhető a TÉRPORT alrendszer, amely általános szakterületi információkat tartalmaz.
A TeIR regisztrációt követően mindenki számára térítésmentesen biztosítja a hozzáférést az adatbázisához azzal, hogy az üzemeltető korlátozhatja az adatok mennyiségének lekérdezését az Üzemeltetési Szabályzatban meghatározott módon. A TEIR-ben a regisztrációhoz kötött hozzáférés kizárólag személyes Ügyfélkapun keresztül történik, így a TEIR használatának alapfeltétele az Ügyfélkapun történő regisztráció.
2019 végén 3 964 aktív regisztrált felhasználója volt a rendszernek, az ország 1564 településén. A felhasználók jellemzően a minisztériumok, az országos hatáskörű szervek, a megyei és különösen a települési önkormányzatok, továbbá a területi kutatásokat folytató intézetek, illetve a felsőoktatási intézmények munkatársai, hallgatói közül kerülnek ki.

## Adatbázis
A rendszer maga másodlagos célú adatközlés eszköze, más, elsődleges adatgyűjtést végző szervezetek adatait teszi elérhetővé települési, megyei szintre aggregálva; nem tartalmaz érzékeny (személyhez, vállalkozáshoz kötött) adatokat. A TEIR kormányrendelet alapján meghatározza az adatszolgáltató szervezetek részéről a rendszer számára kötelezően szolgáltatandó adatköröket. Ez alapján a TEIR-ben hozzáférhető adatok átvétele alapvetően éves (ritkábban havi, negyedéves) rendszerességgel történik. A TEIR legfőbb adatszolgáltatói: Központi Statisztikai Hivatal, Nemzeti Adó- és Vámhivatal, Magyar Államkincstár, Nemzeti Népegészségügyi Központ, minisztériumok, országos hatáskörű szervek. (részletesen a TEIR „Adattartalom” menüpontjában).

## A TEIR szolgáltatásai
Nyilvános alkalmazások
- Szabadszöveges metaadat-kereső; a rendszerben megtalálható adatok keresése.
- Térinformatikai alkalmazások -térképi adatbázisok; interaktív webes térképek, wms szolgáltatás.
- Idősoros elemző; előre definiált mutatók hosszú idősorai különböző területi szinteken.
- Tematikus térképek; előre elkészített térképek pdf illetve jpg formátumban.
- Helyzet-Tér-Kép; régiók, megyék, járások, települések alapvető társadalmi, gazdasági, infrastrukturális helyzetét bemutató interaktív térképek, diagramok.
- Országos fejlesztési tervezést támogató információs rendszer (TETA); fejlesztési tervdokumentumok, településen belüli intézményellátottsági, társadalmi adatok.
- LEADER - Helyi Fejlesztési Stratégiák tervezését támogató alkalmazás; Helyi Akciócsoportok és a hozzájuk tartozó települések társadalmi, gazdasági tényezőinek állapotát és változásait leíró mutatók.
- ITS tervezést támogató alkalmazás; járásszékhely települések társadalmi gazdasági tényezőinek állapotát és változásait leíró mutatók.
- Intézmények illetékessége; közigazgatási intézmények illetékességi területe, székhelyek elérhetősége.
- Országos rendezési tervkataszter; az ország településeinek rendezési tervi ellátottsága.
- Térségi területfelhasználási engedélyek nyilvántartása; az egyes településekre  vonatkozó  területrendezési  tervekkel kapcsolatos határozatok.

Regisztrációhoz kötött alkalmazások
- Interaktív elemző; az adatbázisban levő elemi statisztikai adatok bármilyen kombinációban történő lekérdezése, választott területi szinten és lehatárolással.
- Települési adatgyűjtő; legfontosabb adatbázisok adatainak letöltése egy-egy településről.
- Területfejlesztési Megfigyelő és Értékelő Rendszer (T-MER); előre definiált mutatók megjelenítése idősorosan táblázat, diagram és kartogram formában.
- Szociális Ágazati Információs Rendszer (SzocÁIR); szociális  ellátórendszer  intézményszintű adatai, települési,  területi  szintű szociális  mutatók, a helyi esélyegyenlőségi programok elkészítéséhez szükséges adatok.

## Külső hivatkozások
- A TEIR honlapja
- TÉRPORT szakmai portál
- Aranybánya adatokból - 20 éves a TEIR